# Moje najlepsze piosenki 2
Moje najlepsze piosenki 2 – drugi dwupłytowy album z największymi przebojami Stachursky’ego, podsumowującymi jego dotychczasową karierę. Całość została wydana w czerwcu 2003 roku przez wydawnictwo muzyczne Snake’s Music. 
Pierwsza płyta zawiera dodatkowo 2 premierowe utwory „Taka jak Ty” i „Tam gdzie Ty”, na drugiej natomiast znajdują się niepublikowane wersje piosenek, teledyski czy też przeboje w wykonaniu koncertowym.

## Lista utworów
Opracowano na podstawie materiału źródłowego.
CD1:
1. „Taka jak Ty” – 3:13
2. „Typ niepokorny” – 3:37
3. „Nic o tym nie wiem” – 3:15
4. „Czuję i wiem” – 4:14
5. „Wigilia 1988” – 4:21
6. „To nie boli” – 3:06
7. „Wilcze echa” – 3:05
8. „Tam gdzie Ty” – 3:07
9. „Razem z nami” – 3:00
10. „Tak jak anioł” – 3:17
11. „Na dobre i na złe” – 3:39
12. „Do końca moich dni” – 4:15
13. „Pozwól mi” – 4:27
14. „Samo życie” – 2:51
15. „Wierzę” – 4:18
16. „Kocham Cię” – 3:39
17. „Nie znamy się (już)” – 3:45
18. „Uciekam stąd” – 5:20

CD2:
1. „Finał” – 3:26
2. „Gdy zapłaczesz” – 5:10
3. „Tego właśnie chcesz” – 5:14
4. „Miłość jak ogień” – 6:10
5. „I'm Just Like That” – 4:23
6. „Burnin' Up” – 3:30
7. „Waitin' for You” – 3:07
8. „Razem z nami” (Wideo) – 2:41
9. „Tam gdzie Ty” (Wideo) – 3:05
10. „Taka jak Ty” (Wideo) – 3:14